# Andreas Kuffner
Andreas Kuffner (Vilshofen an der Donau, 11 de março de 1987) é um remador alemão, campeão olímpico.

## Carreira
Kuffner competiu nos Jogos Olímpicos de 2012 e 2016. Em sua primeira aparição, em Londres, conquistou a medalha de ouro com a equipe da Alemanha no oito com. Quatro anos depois, no Rio de Janeiro, disputou a mesma prova e obteve a medalha de prata.